# Ctenomys lami
Ctenomys lami és una espècie de mamífer rosegador de la família dels ctenòmids. És endèmic de Rio Grande do Sul, al sud del Brasil. Se sap molt poca cosa sobre el seu hàbitat i la seva història natural. Està amenaçat per la urbanització i el desenvolupament de l'agricultura, especialment d'arròs i soja.
El seu nom específic, lami, es refereix a una platja del riu Guaíba, a prop de Porto Alegre, on es troba la localitat tipus de C. lami.